# Nadia Marchi
Nadia Marchi (Savignano sul Rubicone, 7 febbraio 1963) è un'ex tiratrice a segno sammarinese.

## Biografia
Nata nel 1963 a Savignano sul Rubicone, in provincia di Forlì-Cesena, a 33 anni ha partecipato ai Giochi olimpici di Atlanta 1996, nella gara di pistola 10 metri aria compressa, nella quale ha chiuso le qualificazioni al 39º posto con 361 punti, non riuscendo ad accedere alla finale, riservata alle prime otto.
Ha preso parte anche ai Giochi del Mediterraneo di Almería 2005.